# عزلة بكيل (صعدة)

تعديل مصدري - تعديل

عزلة بكيل هي إحدى عزل مديرية رازح في محافظة صعدة اليمنية ويبلغ تعداد سكانها 3450 نسمة حسب التعداد السكاني في اليمن لعام 2004.